# Danske Sportsjournalister
Danske Sportsjournalister er en forening for danske sportsjournalister/-pressefotografer som blev stiftet i 1922. Foreningen har i dag cirka 550 medlemmer.
Danske Sportsjournalisters formål er ifølge formålsparagraffen "at fremme og stimulere samarbejdet mellem danske sportsjournalister/-pressefotografer og varetage faglige og repræsentative opgaver med henblik på de bedst mulige betingelser for, at medlemmerne kan udføre deres arbejde nationalt og internationalt". Som medlemmer i Danske Sportsjournalister kan optages udøvende journalister med sport som arbejdsområde og medlemskab i Dansk Journalistforbund og fotografer, der er medlemmer af Pressefotografforbundet, som er underlagt Dansk Journalistforbund. Ledere af sportsredaktioner, som på grund af deres stilling ikke kan opnå medlemskab i Dansk Journalistforbund, kan ligeledes blive optaget i foreningen.
Foreningen udgiver medlemsbladet Den Gyldne Pen, hvor Tommy “Kuglepen” Poulsen siden april 1999 har været redaktør.

## Organisation
- Formand: Jimmy Bøjgaard
- Næstformand: Flemming Olesen

## Æresmedlemmer

### Nulevende
- Poul Erik Andersson
- Per Kjærbye
- Tommy Poulsen

### Afdøde
- Gunnar Nu Hansen
- Julius "Julle" Larsen
- Eivind Samuelsen
- Allan Larsen
- Børge Munk Jensen
- Steen Ankerdal
- H.C. Møller
- Niels Christian Niels-Christiansen[1]

## Formænd for Danske Sportsjournalister
- Emil Andersen (1922–1939)
- Seier Larsen (1939)
- Harry Bendixen
- Einer Wium
- Magnus Simonsen (1945–1950)
- Carl Ettrup (1950–1957)
- Evald Andersen (1957–1968)
- Allan Larsen (1968-1979)
- Hans Jensen (1979–1986)
- Erik Berth (1986–1988)
- Jørgen Sørensen (1988–1995)
- Frits Christensen (1995–1996)
- Steen Ankerdal (1996–1999)
- Flemming Thor Madsen (1999–2003)
- Steen Ankerdal (2003–2011)
- Andreas Kraul (2011–2019)
- Jimmy Bøjgaard (2019–nu)